# Pławna Średnia
Pławna Średnia − zamknięta w 1983 i zlikwidowana w 1996 stacja kolejowa w Pławnie Górnej, w Polsce. Stacja ta została oddana do użytku 15 października 1885 wraz z budową linii z Gryfowa Śląskiego do Lwówka Śląskiego.

## Położenie
Stacja znajdowała się w południowej części wsi Pławna Dolna, przy drodze wojewódzkiej nr 297. Administracyjnie położona była ona w województwie dolnośląskim, w powiecie lwóweckim, w gminie Lubomierz.
Stacja była zlokalizowana na wysokości 285 m n.p.m.

## Historia

### Do 1945
Powstanie linii kolejowej między Lwówkiem Śląskim a Gryfowem Śląskim, a wraz z tym omawianej stacji było spowodowane likwidacją jednostki wojskowej w Lwówku Śląskim, ponieważ linia ta stanowiła rekompensatę za jej likwidację. Pierwszy odcinek tej linii przechodził przez Pławnę Średnią i łączył Lwówek Śląski z Gryfowem Śląskim, który otwarto 15 października 1885.

### Po 1945
Po 1945 r. cała infrastruktura kolejowa na stacji przeszła w zarząd Polskich Kolei Państwowych. W latach 50. XX w. dokonano pierwszych prób likwidacji połączeń biegnących przez Pławnę Średnią. W listopadzie 1950 zlikwidowano połączenie kolejowe do Świeradowa Zdroju. Z tego powodu Prezydium Powiatowej Rady Narodowej we Lwówku Śląskim zwróciło się do DOKP we Wrocławiu o wznowienie ruchu, co ostatecznie udało się osiągnąć. Mimo tego w późniejszym czasie częściowo zlikwidowano to połączenie - w 1983 zawieszono kursowanie połączeń pasażerskich na odcinku Gryfów Śląski - Lwówek Śląski, a w 1996 zlikwidowano odcinek Lwówek Śląski - Lubomierz, a wraz z nim omawianą stację.
W 2009 w miejscu zlikwidowanej obok przystanku linii wybudowano asfaltową ścieżkę rowerową, która biegnie z Lwówka Śląskiego do Pławny Średniej.

## Linie kolejowe
Pławna Średnia była 16. punktem eksploatacyjnym na dawnej linii kolejowej nr 284 Legnica - Pobiedna (56,732 km).
Pierwotny układ torowy stacji to tor główny zasadniczy, tor główny dodatkowy oraz 2 tory ładunkowe.

## Infrastruktura
Dawna stacja pierwotnie posiadała:
- dworzec kolejowy z magazynem i nastawnią,
- 2 perony,
- wc,
- budynek gospodarczy,
- 2 place ładunkowe i rampę czołową,
- skrajnik,
- wagę wozową i wagonową.

## Połączenia
| Okres   | Stacja docelowa                                | Liczba połączeń | Źródło |
| ------- | ---------------------------------------------- | --------------- | ------ |
| 1970/71 | Świeradów Zdrój Legnica Jelenia Góra Złotoryja | 5 3 1           | [ 7 ]  |
| 1980/81 | Świeradów Zdrój Legnica Jelenia Góra Złotoryja | 4 2 1           | [ 8 ]  |